# Acacia basedowii
Acacia basedowii é uma espécie de leguminosa do gênero Acacia, pertencente à família Fabaceae.